# Pseudoraja
Genre
Pseudoraja est un genre de raie.

## Liste des espèces
- Pseudoraja fischeri Bigelow et Schroeder, 1954